# Смагин, Виктор Петрович
Виктор Петрович Смагин (1 марта 1912, Баку, Бакинская губерния, Российская империя — 1982, СССР) — советский футболист, полузащитник.

## Биография
В 1930 году был включён в состав сборной Закавказья. В 1933 играл за «Динамо» Брянск. В 1932 и 1935 годах выступал в составе сборной Баку в чемпионате СССР для сборных команд городов и республик.
Рослый и мощный, таранил оборону соперника. Отличался скоростью, выносливостью и работоспособностью, хорошо играл головой, обладал мощным ударом, был бесстрашен и агрессивен. Борьбу за мяч вёл крайне жёстко, самоотверженно. По воротам сильно бил из любого положения.
В 1935 году был принят во ВТУЗ при ЛМЗ и оформлен в заводскую футбольную команду. В 1936—1937 годах играл за «Сталинец» в группе «Б» первенства СССР. 1938 год пропустил из-за дисквалификации. Перед началом сезона-41 в команду пришёл новый главный тренер Константин Лемешев, и Смагин, отличавшийся неуравновешенным характером, приводившим к длительным дисквалификациям, был вынужден перейти в ленинградский «Спартак».
После начала Великой Отечественной войны Смагин вернулся в «Зенит», с которым отправился в эвакуацию в Казань, а затем в Калининград, где, будучи капитаном команды, принимал участие в открытом первенстве Москвы и в различных товарищеских матчах. В 1943 Смагин вновь подвергся дисквалификации с лишением звания мастера спорта СССР и запретом на выступления в течение двух лет.
Отыграл за «Зенит» ещё два сезона — 1945 и 1946, постепенно переходя на позицию защитника.
После окончания карьеры футболиста тренировал городские команды (в том числе чемпиона Ленинграда 1961 и 1962 команду ГОМЗ), в 1960—1970-х работал в школе «Смена». Среди воспитанников — чемпионы 1984 года Юрий Желудков и Аркадий Афанасьев.

## Достижения
- Финалист Кубка СССР: 1939.